# Spathius crossospila
Spathius crossospila är en stekelart som beskrevs av Chao 1977. Spathius crossospila ingår i släktet Spathius och familjen bracksteklar. Inga underarter finns listade i Catalogue of Life.